# 藤村えみり
藤村 えみり（ふじむら えみり、1985年10月5日 - ）は、日本のタレント、モデル。結婚前の本名は、藤村 枝美里（読み同じ）。フロンティアコーポレーション所属。

## 来歴・人物
- 大阪府出身。身長165cm、B82cm、W58cm、H83cm。靴のサイズ23.5cm。兄が2人いる[1]。
- 11歳から7年間イギリスへ留学した後に、ニューヨークの大学を卒業。2008年の帰国を機に、日本でモデルとしての活動を始めた。
- 英語はネイティブ。イタリア語少々。ラジオ番組での初レギュラーとして2009年10月から1年にわたって出演していた『INO-KONボンバイエ』シリーズ（MBSラジオ）でも、留学時代のエピソードや英語の腕前を披露していた。また、茶道（裏千家講師免許取得)、華道（未生流講師免許取得）、2級小型船舶操縦士免許を取得している。
- 2008年9月26日には、当時イメージガールを務めていた企業の企画で、プロ野球パシフィック・リーグ公式戦の東北楽天ゴールデンイーグルス対オリックス・バファローズ（クリネックススタジアム宮城でのナイトゲーム）で始球式を務めた[2]。
- 特技は乗馬で、小学生の頃には、日本中央競馬会(JRA)の騎手・高田潤と同じ乗馬クラブへ通っていた[3]。イギリスへの留学時代には、個人レッスンを本格的に受けている（クロスカントリー140クリア）。『INO-KONボンバイエ』が土曜日にレギュラーで放送された時期（2010年3月まで）には、放送翌日に競馬のメインレースが開催される場合に、毎回自分の予想を発表していた。
- 2012年3月5日に、高田との結婚を発表[4]。高田が騎手として出走していたレースのテレビ中継を偶然見たことをきっかけに、乗馬クラブの同窓会を通じて交際に至ったという。2013年6月1日に第1子（男児）[5][6]、2014年11月30日に第2子（長女）を出産した。
- 結婚前には、タレント活動の一環で、水着姿を披露することがあった。2009年からリポーターを務める『おはよう朝日です』（ABCテレビ）では、結婚・出産後も、毎年5月に放送される「水着コレクション」で新作水着のモデルを務めている。

## 出演

### テレビ
- おはよう朝日です（2009年3月12日 - 2018年4月17日、朝日放送）レギュラーレポーター
- ノッテ・フェリーチェ〜楽しい夜のショッピング〜（関西テレビ）レギュラーレポーター
- ハヤルンダモン宮殿 （2009年11月14日、テレビ愛知）
- アサ☆スマ （2010年1月 - 2013年1月6日、サンテレビ）準レギュラー
- 情熱★エンためファクトリー どっキング!!!（2010年12月14日、関西テレビ）

### ラジオ
- INO-KONボンバイエ （毎日放送、2009年10月 - 2010年3月）3代目アシスタント
  - レギュラー放送が終了した2010年4月以降も、『MBSタイガースナイタースペシャル　INO-KONボンバイエ』（月に1回のペースで同年9月まで日曜日に放送）にレギュラーで出演していた。

### その他
- 大阪モーターショー2009（2009年12月4日 - 12月7日、インテックス大阪） ナビメイト 他メンバー：木島さやか、仲川蘭